# نصب أنطون تشيخوف التذكاري (تومسك)
نصب أنطون تشيخوف التذكاري (بالروسية: Памятник Антону Чехову) هو نصب تذكاري للكاتب الروسي أنطون تشيخوف. يقع في مدينة تومسك على جسر نهر توم.

## تاريخ
أُنشئ التمثال بتاريخ 20 أغسطس 2004 في الذكرى ال400 لتأسيس مدينة تومسك. مهندس النصب هو النحات (Leonti Usov).
في يونيو 2006، تعرّض التمثال للتخريب، حيث تم كسر المقبض المظلي.